# روبرت باركر (سياسي)
روبرت باركر هو قاضي وسياسي كندي، ولد في 26 يونيو 1796 في سانت جون في كندا، وتوفي في 24 نوفمبر 1865.